# 우드 합금

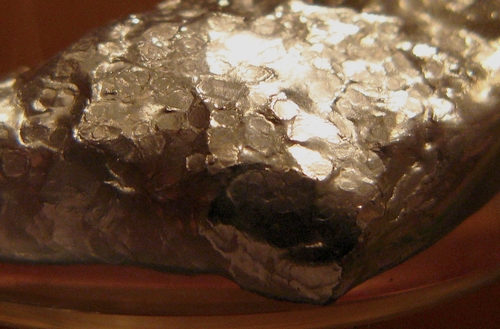
우드 합금

우드 합금, 우드 메탈(영어: Wood's metal), 리포위츠 합금(영어: Lipowitz's alloy), 리포위츠 메탈은 녹는점이 약 70 °C (158 °F)인 공융·가융 합금이다. 무게의 경우 50%가 비스무트, 26.7%가 납, 13.3%가 주석, 10%가 카드뮴이다. 이 합금은 1860년 바나바스 우드(Barnabas Wood)가 제안하였고, 로버트 W. 우드가 이를 사용하였으나 발명한 것은 아니다. (그의 탄생 시기는 1868년이다)

## 독성
우드 합금은 독성이 있는데, 납과 카드뮴이 있기 때문이며, 맨살에 접촉하면 특히 용해된 상태에서는 위험한 것으로 간주된다. 카드뮴이 포함된 합금에서 나오는 기체 또한 사람에게 해를 끼치는 것으로 알려져 있다. 카드뮴 중독으로 말미암아 암과 후각소실의 위험을 주며, 또 간, 콩팥, 신경, 뼈, 호흡계에 해를 끼친다. 필즈 메탈(Field's metal)이 비독성으로 대신 사용되기도 한다.

## 참고 문헌
- Birchon's Dictionary of Metallurgy, London, 1965
- Experimental techniques in low-temperature physics, G. K. White, Oxford University Press, Third Edition

## 참조
1. ↑  “Gardner's Chemical Synonyms and Trade Names”. John Wiley & Sons. 2013년 2월 9일에 원본 문서에서 보존된 문서. 2013년 8월 11일에 확인함.